# 千村陣屋
千村陣屋（ちむらじんや）は、江戸時代に美濃国可児郡久々利村（現在の岐阜県可児市久々利)にあった千村平右衛門家の陣屋。
久々利陣屋・千村氏屋敷とも呼ばれた。

## 概要
久々利村は、元は土岐氏の一族の久々利氏の領地で、久々利城があったが、天正11年（1583年）1月に久々利頼興が森長可によって謀殺されたため久々利氏は滅亡し、領主が不在となっていた。
慶長5年(1600年)、関ヶ原の戦いの前哨戦の東濃の戦いで戦功を挙げた木曾衆は、徳川家康から美濃国可児郡・土岐郡・恵那郡の中山道沿いの村々の計16,200石を与えられた。
慶長6年(1601年)2月、馬場半左衛門昌次を除く木曾衆は、家康から久々利村に屋敷を構えるように命じられ、千村平右衛門良重は千村陣屋を構えた。
濃州殉行記によると敷地は東西約300m、南北約270mあり、「郭外濠ありて城郭の如し」と記されており、上屋敷・下屋敷・庭園がある広大なものであった。
上屋敷には20を超える部屋があり、政務の場と、奥向きの場に分かれ中奥で繋がっていた。政務の場には家老の部屋や勘定所があり、役所として執務が行われていたため、久々利役所とも呼ばれた。現在、上屋敷の跡地には石垣の一部が残っているのみである。
上屋敷の西側には下屋敷があり、隠居の部屋や、部屋住みの者の生活の場として用いられた。
下屋敷の北側には、回遊式庭園の春秋園があり、現在も残っている。
陣屋の背後には久々利城址、南側には久々利川が流れていて陣屋の堀の代わりとなっていた。
久々利村には千村平右衛門家の家臣の屋敷が70軒ほどあり、他にも久々利九人衆の家臣の屋敷が50軒ほどあり、また山村甚兵衛家は、久々利役所を置いて可児郡と土岐郡における知行所の年貢収納を行った。
そのため久々利村は、さながら小さな城下町的な雰囲気であった。
現在、千村陣屋の跡地には、八十一隣春秋園、木曾古文書歴史館、可児郷土歴史館、久々利診療所、久々利保育園、久々利公民館などがある。

## 八十一隣春秋園・木曾古文書歴史館・可児郷土歴史館
可児市久々利にある「八十一隣春秋園」は、千村陣屋の下屋敷の跡地の北側に残る日本庭園である。
庭園の中には、千村平右衛門家に伝わる書図など多くの資料が展示されている「木曽古文書歴史館」があり、木曾義仲の重臣であった「今井兼平書状」もある。見学には事前予約が必要。
八十一隣春秋園の北には、千村平右衛門家の菩提寺である東禅寺があり、歴代の墓石が並んでいる。
また、隣の千村陣屋の上屋敷跡には「可児郷土歴史館」があり、可児で造られた陶器や発掘された化石、歴史に関する資料などが展示されている。

### 場所
岐阜県可児市久々利1644-1

## 千村平右衛門家について
千村氏は木曾氏の支族である。
木曽義仲の子孫で六代目の家村が足利尊氏の配下となり、領地を与えられ木曾讃岐守家村と称した。
家村は、五人の子に領地を分けて支配させ、五男の家重は上野国千村郷を支配し千村五郎家重と称して千村氏の祖となった。
その後、戦国の世の千村政直までの十代は明らかでない。千村平右衛門良重はその後裔である。
千村政直は宗家木曽義昌とともに甲斐の武田信玄に属していたが、信玄の死後武田勝頼が長篠の戦いで大敗すると義昌と共に織田信長に属した。
やがて家康が信濃に勢力を伸ばすと木曾義昌は家康に接近していった。
天正18年小田原征伐では徳川軍に加わり、小田原城が落城すると信濃諸大名は関東各地に封ぜられ、木曾義昌は下総国網戸(阿知戸)へ一万石で移封され千村氏も従った。
慶長5年(1600年)　徳川家康は木曾義利を不行状の理由により改易し、その領地1万石を没収した。
そのため木曾氏の一族・家臣達は所領を失ってしまったが、同年に家康が会津征伐を行う際に下野国の小山に千村平右衛門良重、山村甚兵衛良勝、馬場半左衛門昌次を召し出し、木曾氏の旧領地を与えることを示したうえで、西軍に就いた木曾代官の石川貞清から木曽谷を奪還するように命じた。
千村平右衛門良重と山村甚兵衛良勝は、下野国小山で東軍に加わり中山道を先導する時には、数十人に過ぎなかったので、木曾氏が改易された後に甲斐と信濃に潜んでいた木曾氏の遺臣に檄を飛ばして東軍に加わるよう呼びかけた。
千村平右衛門良重は関ヶ原の戦いの前哨戦である東濃の戦いでの戦功により、幕府の交代寄合となった。子孫は代々、千村平右衛門と称した。
(良重-重長-基寛-仲興-仲成(養子)-政成-政武-頼久-頼房-仲雄-仲泰-仲展)
美濃国内の美濃国の恵那郡・土岐郡・可児郡における4,600石(後に4,400石)を知行所として給された他に、
信濃伊那郡の幕府領であった、上伊那の榑木買納め5ヶ村(小野村、中坪村、野口村、八手村、上穂村の一部)と下伊那の榑木割納め6ヶ村(大河原村、鹿塩村、清内路村、加々須村、南山村、小川村の一部)の合計6,197石を預地として支配を委任され幕府から手数料を受け取った。
これら信州伊那郡の預地を支配するために、箕瀬羽場(長野県飯田市箕瀬町・羽場町)に陣屋を置いた。
また江戸の金杉(芝の将監橋)と、名古屋では武平町筋北端に屋敷を与えられた。
大坂の陣において、冬の陣では妻籠の関所や信濃飯田城の守備を務め、夏の陣では天王寺口の戦いに参戦した。
元和元年（1615年）、大坂の陣終結後に江戸城への帰途、名古屋城に立寄った家康は、千村平右衛門良重と、山村甚兵衛良勝を召し出し、木曽を尾張藩に加封する旨を申し渡した。
千村平右衛門良重は、久々利村と隔たった信濃伊那谷と遠江北部にも所管地を有するため、尾張藩の専属になることをなかなか承知しなかった。
尾張藩初代藩主の徳川義直は同家が木曾衆を代表する家柄だけに、なんとしてでも尾張藩専属を果たそうとして。兄の将軍徳川秀忠に対して、尾張藩に属するよう命じられたいと談判に及んだ。
結局、元和5年（1619年）、徳川秀忠の命令で幕府直臣（表交代寄合並）・信州伊那郡の幕府領の預地6,197石の支配と、遠州奥の山榑木奉行390石余のままで尾張藩の附属となった。
千村平右衛門良重は信州遠州預所管理をどうするか、老中を通して将軍に伺いを立てた。
これに対し、今後も支配するようにとの上意が下された。そこで、千村平右衛門良重は信濃伊那郡の預地は従来どおりとし、遠州奥の山を返上する代りに、同国の船明村（現在の静岡県浜松市天竜区）の榑木改役を務めたいと願い許可されて船明村に御榑木屋敷を設置した。
明暦3年（1657年）信州伊那郡の預地を支配するために、箕瀬羽場(長野県飯田市箕瀬町・羽場町)に置いていた陣屋を、荒町(長野県飯田市中央通り2丁目)に移転した。荒町陣屋(千村氏陣屋)とも呼ばれ、面積は1,900坪あった。
尾張藩付属の千村平右衛門家だが、同時に幕府の役職も兼ねたため、実質的には幕府と尾張藩の両属的な立場となった。
子孫は代々、尾張藩の重臣として明治維新を迎えた。

## 久々利九人衆について
千村平右衛門良重と山村甚兵衛良勝に誘われて東軍に加わり、東濃の戦いにおいて戦功を挙げた木曾氏の一族や家臣達七家も徳川家康から知行所を与えられた。
その七家は、元和3年(1617年)尾張藩の家臣とされ、中寄合の下並寄合の上座に配され、久々利村に屋敷を与えられ、美濃国内の尾張藩領の数ヶ村を知行地とした。
寛永2年(1625年)9月に徳川義直が、鷹狩にて久々利村を訪れた時に、千村平右衛門家と山村甚兵衛家の両家から200石ずつを割いて千村九右衛門(千村助右衛門の子)と原藤兵衛(原図書助の子)の両人に与えた。
そのことにより、山村清兵衛家、山村八郎左衛門家、千村助右衛門家、千村次郎衛門家、千村藤右衛門家、千村九右衛門家、原十郎兵衛家、原新五兵衛家、三尾惣右衛門家の九家となった。
これら九家を「久々利九人衆」という。

### 寛永2年(1625年)の久々利九人衆の石高
山村清兵衛三得　　　　　700石
山村八郎左衛門一成　　　500石
千村助右衛門　　　　　　700石
千村次郎衛門重照　　　　600石
千村藤右衛門　　　　　　300石
千村九右衛門重秀　　　　200石
原図書助　　　　　　　　800石
原藤兵衛貞武　　　　　　200石
三尾将監長次　　　　　　500石
合計　　　　　　　　　4,500石余
後に千村平右衛門・山村甚兵衛の両家と不和となった久々利九人衆は、久々利村の在所屋敷を残して、名古屋城下へ転住し、尾張藩の普請組寄合となった。